# Zupa Moro

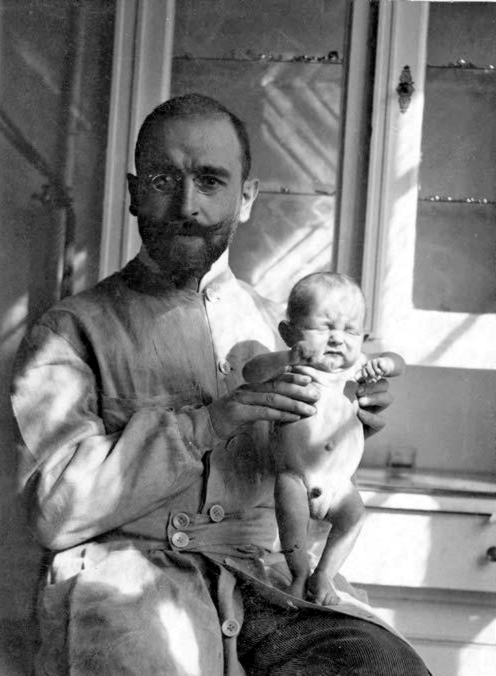
Ernst Moro (1904)

Zupa Moro jest zupą wyłącznie z marchewek, soli i wody. Na początku XX wieku receptura na nią została opublikowana przez austriackiego pediatrę Ernsta Moro. Podobnie jak owsianka, jest stosowana w przypadku biegunki.

## Przygotowanie
Pół kilograma obranych marchewek gotuje się z jednym litrem wody, przynajmniej przez 90 minut. Po gotowaniu należy odlać pozostałą wodę od marchewek i zrobić purée. Wrzącą wodą do jednego litra napełnić i dodać 3 gramy soli.

## Zastosowanie jako domowe lekarstwo
Zupa Moro jest stosowana jako naturalny lek w medycynie człowieka i w weterynarii.
Pierwszy raz została opublikowana na początku XX wieku przez Ernsta Moro, który w tym czasie pracował jako ordynator kliniki dziecięcej na uniwersytecie Ludwiga Maximiliana w Monachium. W 1908 roku udało mu się w ten sposób radykalnie zmniejszyć umieralność i zdrowotne komplikacje u dzieci, które chorowały na biegunkę.